# 하이데른
하이데른(영어: Heidern)은 더 킹 오브 파이터즈의 등장인물이다.

## 캐릭터 이야기
하이데른은 전설의 용병부대라 일컬어지는 부대의 총사령관으로서 그 계급은 대장이다. 과거 악명높은 무기상인 루갈 번스타인의 뒤를 쫓다가 그에게 한쪽 눈과 아내인 산드라, 딸인 클라라 및 개인 호위병력 50명을 잃게 된다.
이후 하이데른은 루갈을 암살(또는 체포)하기 위해 부하인 랄프와 클라크에게 무술을 훈련시켜 같이 팀을 짜서 KOF에 출전하며, 양친을 잃은 레오나를 수양딸로 들여서 훈련시켰다. 루갈 사망 이후에는 네스츠의 사건을 수사하기 위해 2001년에 직접 출전한 것 외에는 언제나 전면에 나서기보다는 항상 쿄를 비롯한 KOF에 출전하는 격투가들의 안전을 책임졌다. 특히 루갈이 자폭할 때마다 쿄를 비롯한 KOF참가자들을 구출한 것, 레오폴드 게닛츠가 폭풍으로 경기장을 날려버렸을 때 뒷수습을 한 것도 모두 하이데른과 그의 부하들이었다.
그의 신체적 특징은 손이나 발로 물건을 자르고 썰 수 있는 능력 외에도 어떤 생명체이든 그 생명체의 생명력을 빼앗아서 자신의 목숨을 유지할 수 있는 능력도 지녔다. 그 능력을 이용한 그의 필살기가 스톰브링거이다. 일설에 의하면 하이데른은 루갈에게 공격받고도 이 능력 덕분에 살아남았다고도 한다.

## 숨은 조력자
하이데른은 매KOF가 개최될 때마다 자신이 직접 출전하든 그렇지 않든 간에 KOF에 출전하는 선수들의 안전을 책임지며 부가적인 임무를 수행했다. KOF의 보스들이 자폭을 할 때마다 출전자들이 살아남는 것도 하이데른의 숨은 조력 덕분이였다. 루갈이 자폭할 때마다 헬기로 KOF참가자들을 구출하는가 하면 이그니스의 자폭 역시 성공적으로 막아냈다. 타쿠마 사카자키와는 깊은 친분을 갖고 있으며 루갈 번스타인의 아들인 아델하이드 번스타인 과는 서로 정보를 공유하는 등 루갈과는 전혀 대조적인 어느정도의 친분을 가진 사이다. 아델하이드 본인은 아버지와는 달리 예의바른 성격으로 자신의 아버지가 잔인하고 도저히 인간이라 할 수 없는 몰상식한 행동에 혐오해왔고 따라서 아버지와의 결별을 함과 동시에 하이데른과의 접촉을 하고 있었던 것으로 드러났다.
이렇듯 하이데른은 주변 여러사람들과의 친분을 가지고 있고 동시에 적들의 정보를 서로 공유하는 등 절처한 준비와 계획이 있었기에 KOF출전자들이 다른 일에 신경쓰지 않고 무사히 경기에 참여할 수 있도록 도와준다.
그의 영향력은 매우 막강하며 현상수배 상태였던 K'와 맥시마가 자신에게 협력하기로 하자 현상수배를 취소시켰다.
그는 험상궂은 외모에 애꾸눈, 192cm의 큰 체격을 지녀 처음 보는 사람들로부터는 공포감을 불러일으키지만 실제로는 냉철하며 싸움박질하는 것을 별로 좋아하지 않는다. 하이데른의 얼굴을 자세히 보면 젊은 시절 꽤 미남이였다는 것도 알 수 있다.

## 하이데른의 기술
- 크로스 커터
- 문 슬래셔
- 넥 롤링
- 스톰 브링거
- 킬링 브링거
- 파이널 브링거
- 하이데른 엔드

## 하이데른의 수하 장교
- 랄프 존스
- 클라크 스틸